# 箭石类

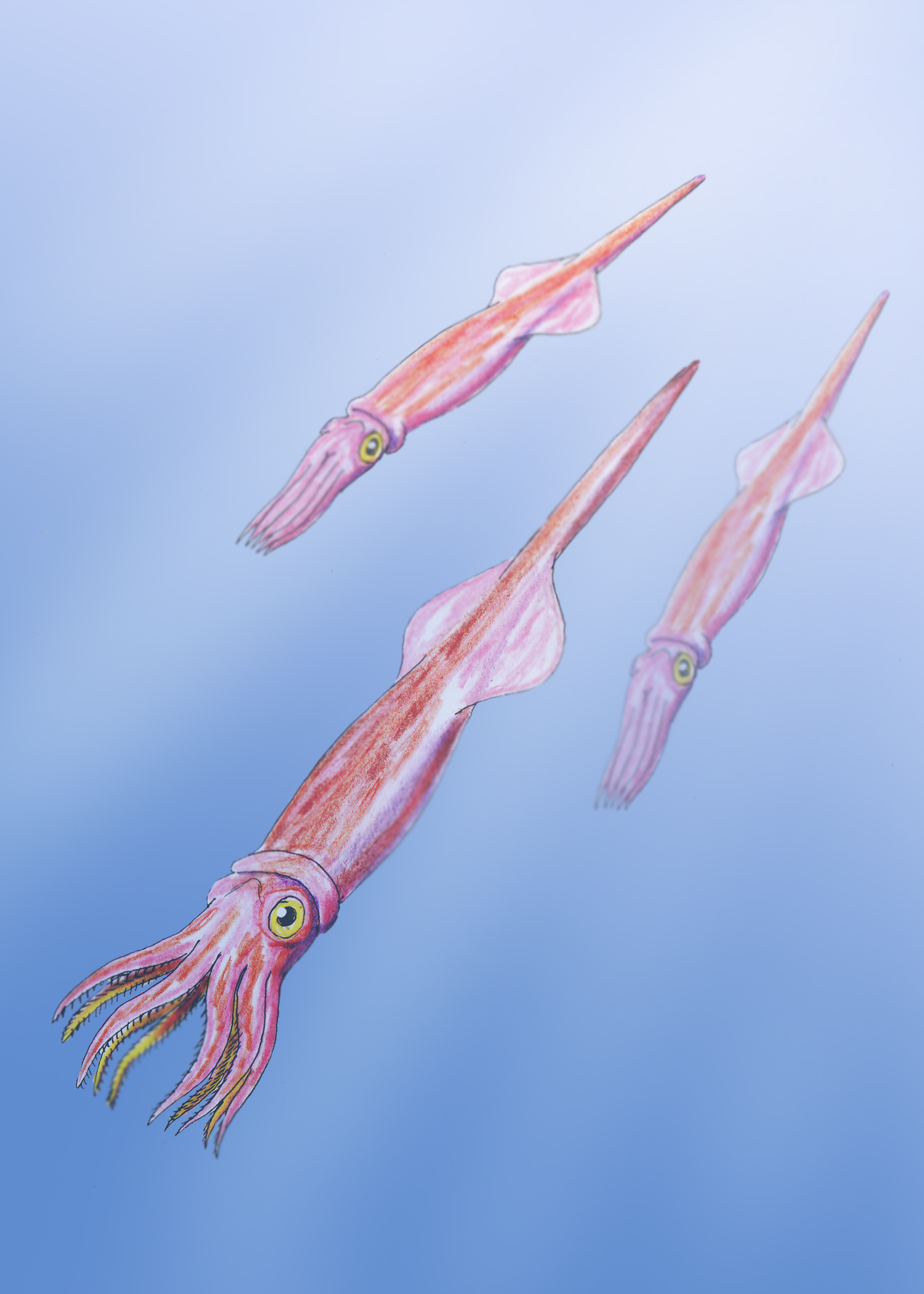
藝術家筆下的箭石復原圖

箭石類動物（學名：Belemnoidea），舊作箭石下綱，是一類已滅絕的海生頭足綱動物，生活在泥盆紀至白堊紀之間。箭石在許多方面都與現代的魷魚相當接近，而且與現代的烏賊關係密切。箭石也擁有墨囊，不過牠們有10條大約相同長度的觸腕，其中並沒有特別長的觸腕。此外，箭石的內殼遠比烏賊發達，由鞘、閉錐以及前甲三部分構成，其中鞘的部位成分為鈣質，最容易保存在地層中形成化石。「箭石」一名便是源自於其形如箭鏃般的鞘化石。
箭石的學名"belemnoid"是來自於希臘文βέλεμνον（belemnon，意指「飛鏢或箭頭」），以及另一希臘字είδος（eidos，意指「形式」）。
箭石類動物包括了血箭石目、閉箭石目、溝箭石目、箭石目和雙箭石目。

## 演化歷史
箭石類在侏羅紀與白堊紀時數量相當多，所以牠們的化石在中生代的海洋岩層中相當豐富，經常伴隨著菊石類出現。不過箭石也跟菊石一起在白堊紀末期滅絕了。箭石是由桿石於泥盆紀時期演化而來，從密西西比紀（或早石炭世）至白堊紀末之間的地層中可以發現良好的箭石化石，其他頭足類如桿菊石、鸚鵡螺類及稜菊石類等也可發現。

### 雷石
在數百年前的歐洲，尚未有古生物學概念的時代，當時的英國人認為箭石的化石是雷打到地面而形成的，所以稱其為「雷石（Thunderstones）」，成為箭石化石的別稱。

## 分類

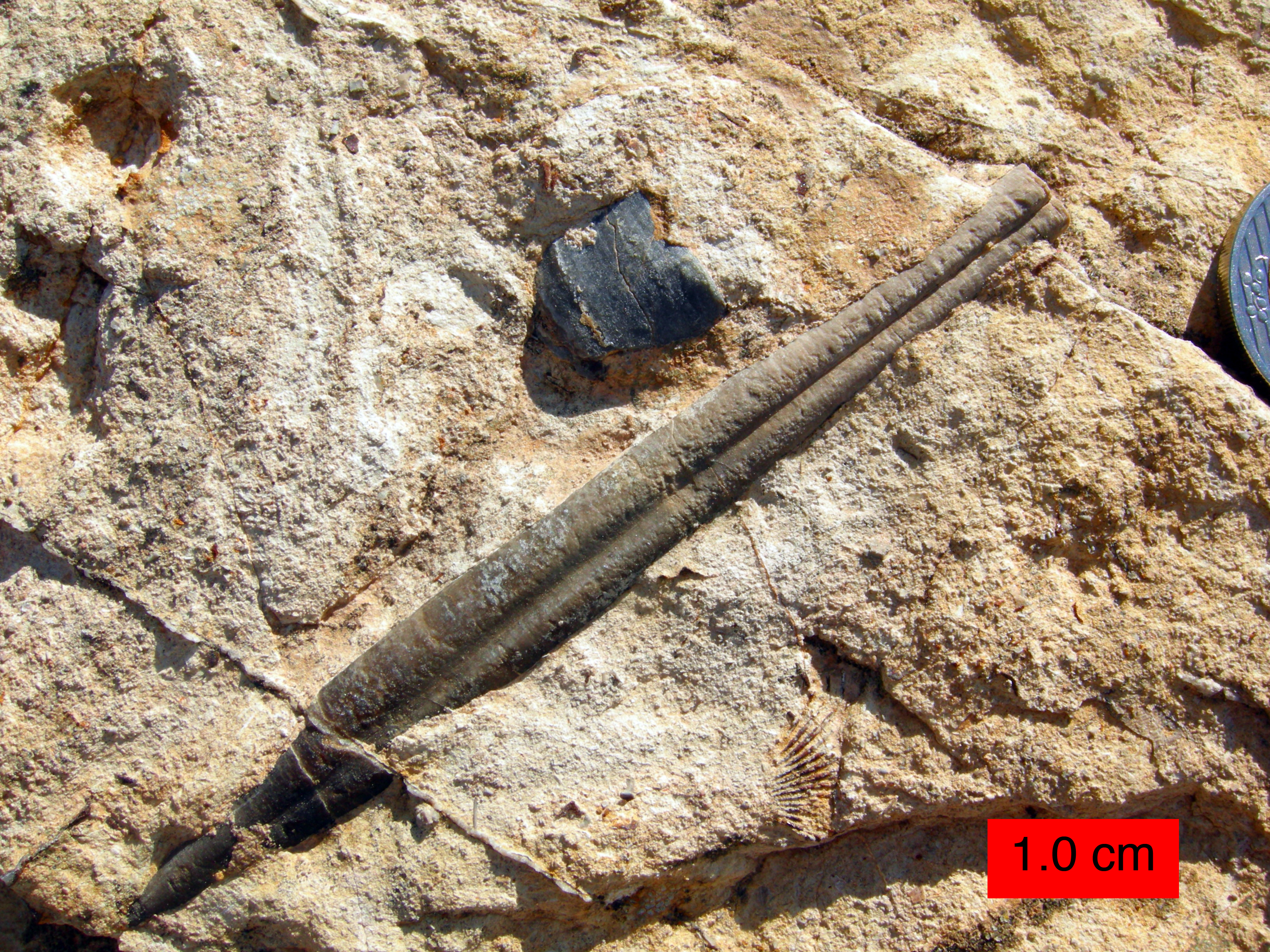
Belemnoid from the very top bedding plane of the Zohar Formation (Jurassic) near Neve Atif, the Golan. Note the central fold along the axis characteristic of some genera.

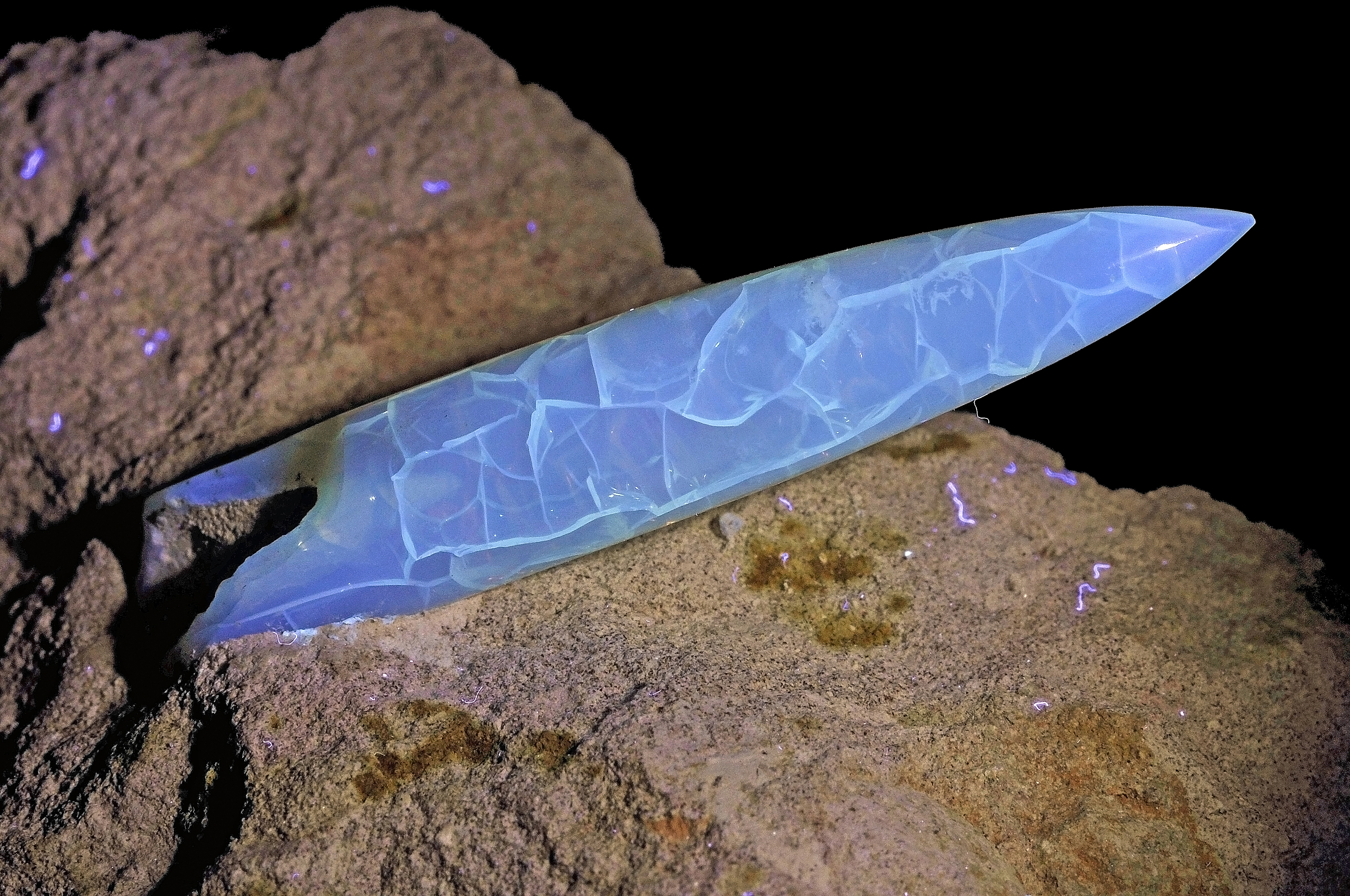
Opalized belemnite rostrum under UV illumination, from Cairn Hill mine, Coober Pedy, South Australia

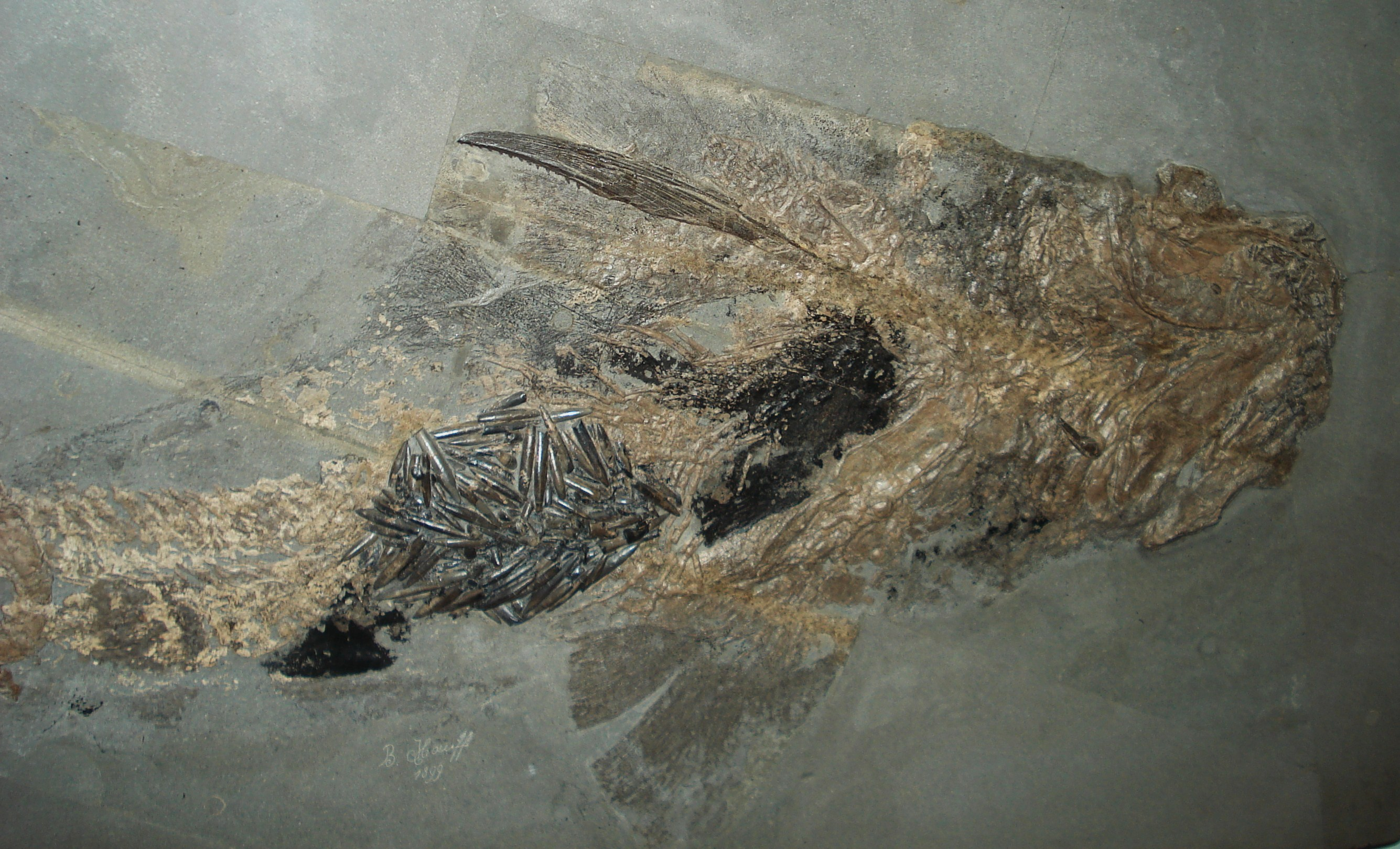
弓鮫的化石，其胃中有箭石殘骸

- 箭石類動物 Cohort Belemnoidea
  - 血箭石目 Hematitida
    - 血箭石科 Hematitidae

  - 多诺万箭石目 Donovaniconida
    - 多诺万箭石科 Donovaniconidae

  - 閉箭石目 Phragmoteuthida
    - 閉箭石科 Phragmoteuthidae
    - 科 Rhiphaeoteuthidae

  - 溝箭石目 Aulacocerida
    - 溝箭石科 Aulacoceratidae
    - 科 Dictyoconitidae
    - 古似箭石科 Palaeobelemnopseidae
    - 剑状箭石科 Xiphoteuthidae

  - 箭石目 Belemnitida
    - 真箭石亞目 Belemnitina
      - 圆柱箭石科 Cylindroteuthidae
      - 哈斯特箭石科 Hastitidae
      - 氧箭石科 Oxyteuthidae
      - 钉枪箭石科 Passaloteuthidae
      - 科 Salpingoteuthidae

    - 似箭石亞目 Belemnopseina
      - 擬箭石科 Belemnitellidae
      - 似箭石科 Belemnopseidae
      - 科 Dicoelitidae
      - 科 Dimitobelidae
      - 杜瓦尔箭石科 Duvaliidae

    - 箭烏賊亞目 Belemnotheutina
      - 箭烏賊科 Belemnotheutidae
      - 科 Chitinobelidae
      - 科 Sueviteuthidae

  - 双箭石目 Diplobelida
    - 科 Chondroteuthidae
    - 双箭石科 Diplobelidae

## 外部連結
- TONMO.com Cephalopod Fossils articles and discussion forums （页面存档备份，存于）